# Euturneria specialis
Euturneria specialis là một loài bướm đêm trong họ Geometridae.